# Socha svaté Notburgy (Bezno)
Socha svaté Notburgy v Bezně v okrese Mladá Boleslav, je barokní pískovcová socha z 1. poloviny 18. století stojící u rybníka v severní části návsi.

## Popis

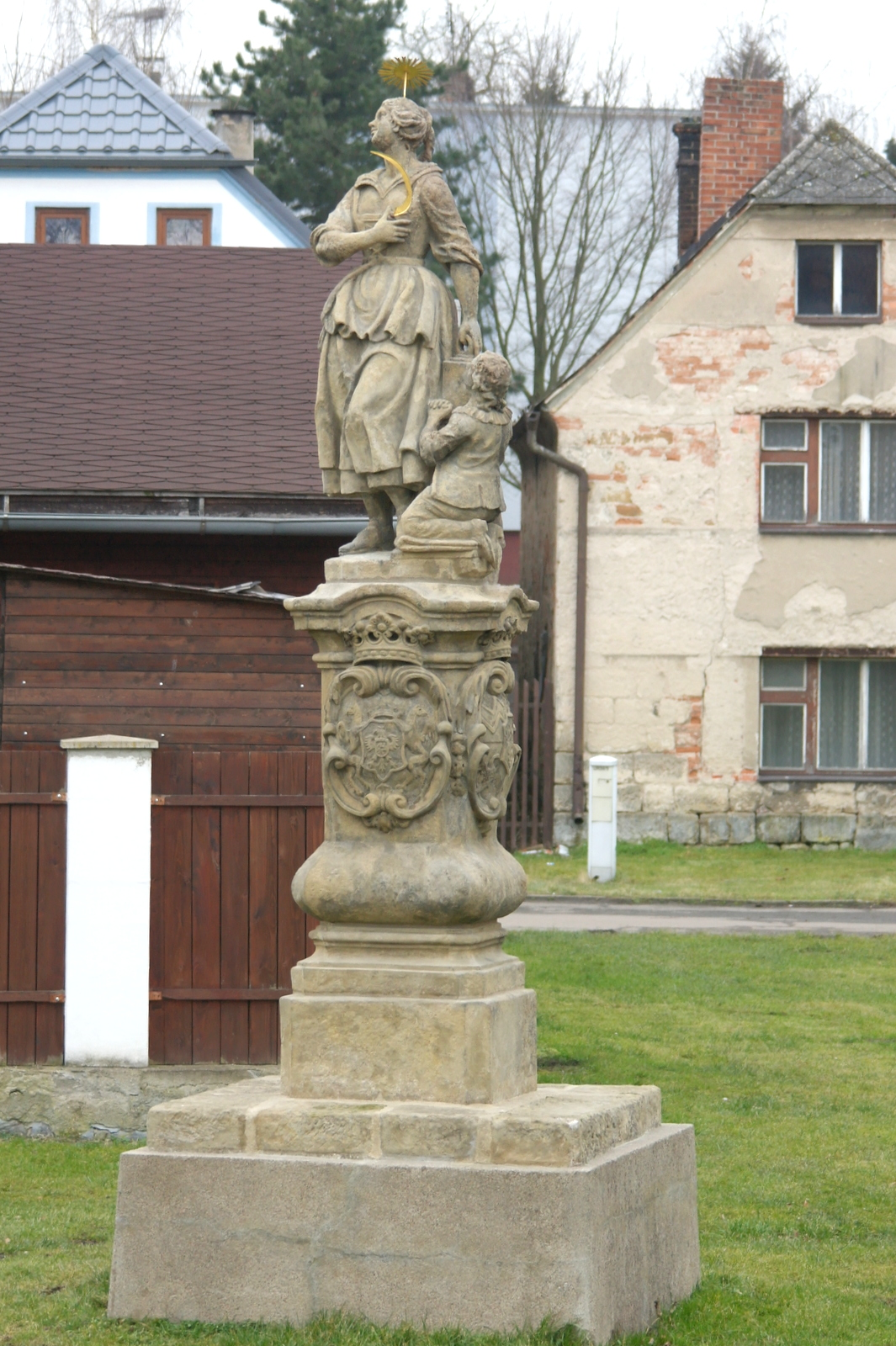
Celkový pohled

### Podstavec
Základnu tvoří pravoúhlá novodobá betonová podnož; původně zděná. Na ní spočívá čtyřboký podstavec s vyžlabenými rohy. Dolní část dříku podstavce je baňatě rozšířená. Na východní a severní straně podstavce jsou umístěny dvě kartuše s rozdílnými erby zakončené korunami. Podstavec je nahoře zakončen trojdílnou římsovou hlavicí. Výška podstavce se sochou (bez betonové podnože) je 3,6 metrů.

### Socha
Vrcholová skupina je tvořena dvěma sochami: postavy stojící ženy, sv. Notburgy, a klečícího muže, žebráka, zřejmě dítěte. Výška samotného sousoší je asi 1,6 m.
Postava světice je vyvinuta v kontrapostu, váhu těla nese pravá noha, a je natočena k levé straně. V pravé ruce drží srp, v levé nádobu (tašku, košík). Postava je oblečena do prostého šatu se zřasenou sukní a zástěrou. Hlavu zdobí pozlacená paprsčitá svatozář.
Postava prosebníka klečí u levé nohy světice. Postava je zobrazena z profilu, má sepjaté ruce a vzhlíží ke světici. Oblečena je do kalhot a krátkého kabátce. Vzadu za postavou prosebníka leží mošna.